# Gerhard Matzig
Gerhard Matzig (* 22. Mai 1963 in Deggendorf) ist ein deutscher Journalist und Sachbuch-Autor. Er arbeitet seit 1997 als Redakteur im Feuilleton der Süddeutschen Zeitung.

## Leben
Matzig absolvierte ein Studium der Rechtswissenschaft, der Politischen Wissenschaften und der Architektur in Bochum, Passau und München. Er machte einen Abschluss als Diplom-Ingenieur. Nach einem Volontariat und diversen Tätigkeiten als freier Journalist wurde er 1997 Redakteur im Feuilleton der Süddeutschen Zeitung, zuständig für Themen aus den Bereichen Städtebau und Architekturkritik. Nachdem Matzig einige Zeit das Ressort „Wochenende“ der SZ leitete, wechselte er 2013 zurück zur Feuilleton-Redaktion.
Kennzeichnend für den Kulturjournalisten Matzig ist seine (behauptete) Fähigkeit, über die Tellerränder der Fachgebiete und der nationalen Besonderheiten zu schauen. Er versteht Architektur und Technik ebenso wie Zeitgeist und Stadt-Soziologie. Beispielsweise beschreibt er den aufkommenden Ökologie-Boom in Architektur, Design und Mode der USA und Europas in der zweiten Hälfte des ersten Jahrzehnts des 21. Jahrhunderts unter dem Stichwort des „Green Glamour“. 2013 erhielt Matzig den Literaturpreis des Verbands Deutscher Architekten- und Ingenieurvereine.
In der Situation der Pandemie bezieht Matzig auch eine kritische Position zur Impfgegnerschaft. Seine Kritik hat er in dem Satz zusammengefasst, die Pandemie der Ungeimpften sei auch eine Pandemie der besonders Achtsamen, deren besondere Achtsamkeit auf das je eigene Besonderssein ziele.

## Zitat
„Dass die altersgemäßen Zuschreibungen als natürliche Bio-Sphären in einer entgrenzten All-Age-Gesellschaft, in der Kinder immer früher erwachsen werden und Erwachsene immer später alt werden, scheinbar beliebig zur Disposition stehen, erklärt das Phänomen der jugendlichen Neocons also auch abseits ökonomischer Zusammenhänge. Neocons sind folglich – zum einen – die Antwort auf unsichere Verhältnisse und einen, wenn nicht geistig-kulturellen, so doch allerorten ästhetisch auffindbaren Neo-Biedermeierstil der Gesellschaft; zum anderen verdankt sich ihre Existenz jenen Erwachsenen und Alten, die beides nicht sind: erwachsen beziehungsweise zurechnungsfähig.“

## Auszeichnungen
- 2013: DAI Literaturpreis für das Buch Einfach nur dagegen. Wie wir unseren Kindern die Zukunft verbauen[7]
- 2018: BDA-Preis für Architekturkritik

## Schriften (Auswahl)

### Monografien
- Kirchen in Not. über den profanen Umgang mit sakralen Denkmälern. (= Schriftenreihe des Deutschen Nationalkomitees für Denkmalschutz, Band 56). Deutsches Nationalkomitee für Denkmalschutz, Bonn 1997, ISBN 3-922153-10-0.
- zusammen mit Ellen Maurer Zilioli, Tim Hupe, Otward Buchner, Hubertus Hamm: Allianz Arena. Süddeutscher Verlag, München 2006, ISBN 978-3-86615-402-5.
- Meine Frau will einen Garten. Vom Abenteuer, ein Haus am Stadtrand zu bauen. Goldmann, München 2010, ISBN 978-3-442-31201-6.
- Häuser des Jahres. Die besten Einfamilienhäuser. Callwey, München 2011, ISBN 978-3-7667-1901-0.
- Einfach nur dagegen – Wie wir unseren Kindern die Zukunft verbauen. Goldmann, München 2011, ISBN 978-3-442-31273-3.
- Vorsicht Baustelle! Vom Zauber der Kulissen und von der Verantwortung der Architekten. Birkhäuser, Berlin 2011, ISBN 978-3-03460695-0.
- Nettelbeck und Familie. Vom Abenteuer, heute Vater zu sein. Goldmann, München 2014, ISBN 978-3-442-31223-8.

### Herausgeberschaften
- zusammen mit Andrea Gleiniger, Sebastian Redecke: Paris. Contemporary Architecture. Prestel, München u. a. 1997, ISBN 3-7913-1655-9, (auch in englischer Sprache: ISBN 3-7913-1678-8).
- Der grosse Graben. Das Ende der Konsens-Gesellschaft. Süddeutscher Verlag, München 2005, ISBN 3-86615-221-3.

### Autor
- Nicolette Baumeister (Hg.): Baukulturführer 08 – Aussegnungshalle, München-Riem. Verlag Büro Wilhelm, Amberg 2004. ISBN 978-3-936721-57-7

## Belege
1. ↑  Matzig. 5. Mai 2005, archiviert vom Original (nicht mehr online verfügbar) am 5. Mai 2005; abgerufen am 12. August 2015.
2. ↑  Gerhard Matzig: "Ich dachte: Mein Gott, ist das cool". In: sueddeutsche.de. 28. April 2018, ISSN 0174-4917 (sueddeutsche.de [abgerufen am 14. September 2018]).
3. ↑  "Süddeutsche Zeitung" befördert drei Frauen. In: kress. (kress.de [abgerufen am 14. September 2018]).
4. ↑  euro|topics - Gerhard Matzig. 1. August 2012, archiviert vom Original am 1. August 2012; abgerufen am 1. April 2021.  Info: Der Archivlink wurde automatisch eingesetzt und noch nicht geprüft. Bitte prüfe Original- und Archivlink gemäß Anleitung und entferne dann diesen Hinweis.
5. ↑  DAI: Der DAI Literaturpreis. Abgerufen am 1. April 2021 (deutsch).
6. ↑  Gerhard Matzig: Im Einklang mit mir, nicht mit dir. In: Süddeutsche Zeitung Nr. 274 vom 26. November 2021, S. 11.
7. ↑  DAI Literaturpreis 2013 für Gerhard Matzig. Abgerufen am 1. April 2021.

| Personendaten    | Personendaten                                                            |
| ---------------- | ------------------------------------------------------------------------ |
| NAME             | Matzig, Gerhard                                                          |
| KURZBESCHREIBUNG | deutscher Kulturjournalist, Architekturkritiker der Süddeutschen Zeitung |
| GEBURTSDATUM     | 22. Mai 1963                                                             |
| GEBURTSORT       | Deggendorf                                                               |